# Chayawat Srinawong
Chayawat Srinawong (tiếng Thái: ชญาวัต ศรีนาวงษ์, sinh ngày 12 tháng 1 năm 1993), là một cầu thủ bóng đá người Thái Lan thi đấu ở vị trí tiền đạo cho câu lạc bộ Giải bóng đá Ngoại hạng Thái Lan Pattaya United.

## Sự nghiệp quốc tế
Năm 2016, Chayawat được chọn vào đội hình U-23 Thái Lan cho Giải vô địch bóng đá U-23 châu Á 2016 ở Qatar.

## Bàn thắng quốc tế

### U-23
| #  | Ngày                | Địa điểm           | Đối thủ   | Tỉ số | Kết quả | Giải đấu             |
| -- | ------------------- | ------------------ | --------- | ----- | ------- | -------------------- |
| 1. | 30 tháng 1 năm 2015 | Sylhet, Bangladesh | Singapore | 2-0   | 3-2     | Cúp Bangabandhu 2015 |

## Danh hiệu

### Quốc tế
U-19 Thái Lan
- Giải vô địch bóng đá U-19 Đông Nam Á
  -  Vô địch (1): 2011